# Amara terra mia
Amara terra mia è un brano musicale, per molto tempo ritenuto appartenente alla tradizione popolare abruzzese,  riadattato da Giovanna Marini e in seguito rielaborato da Domenico Modugno ed Enrica Bonaccorti e pubblicato nel 1971 nell'album Con l'affetto della memoria. 
In realtà studi recenti hanno dimostrato che si tratta di un brano d'autore, scritto dalla stessa Marini e spacciato come canzone popolare, cosa del resto affermata dalla stessa Marini in alcune occasioni.

## Storia, testo e significato
Il brano è stato ritenuto una rielaborazione di una canzone tradizionale abruzzese nata nei primi anni del 1900 come canto di lavoro delle raccoglitrici di olive della zona della Maiella. Alcuni vogliono che il canto provenga da Palena, altri da Tollo. Esistono in ambito abruzzese due armonizzazioni ancora oggi utilizzate dai cori, quella del M° Panfilo De Laurentiis di Roccascalegna, e quella del M° Guglielmo Gialloreto di Tollo. Il nome originario è Nebbia alla valle, ma il brano è anche conosciuto come Addije, addije amore, e Casca l'oliva titolo che le aveva dato l'autrice Giovanna Marini allorché aveva inserito la canzone nel suo spettacolo Bella ciao nel 1964 e nel suo disco con Maria Teresa Bulciolu Le canzoni di Bella ciao. Il brano racconta dell'emigrazione.

## Versioni

### Domenico Modugno
Il brano già pubblicato nel 1971 nell'album Con l'affetto della memoria, nel 1973 fu scelto da Mario Landi come sigla della serie tv Nessuno deve sapere, per cui fu pubblicato successivamente come lato A del 45 giri Amara terra mia/Sortilegio di luna con il coro de I Cantori Moderni di Alessandroni con l'arrangiamento di Piero Pintucci. 

### Altre versioni
Il brano tradizionale è stato tradotto in diverse lingue e dialetti fra i quali:
greco, siciliano, portoghese, sardo, spagnolo, arabo.
- Anna Casalino
- Ana Belén, Amarga tierra mia (spagnolo)
- Pino Ulivi (portoghese)
- Dimitra Galani (greco)
- Radiodervish (italiano e arabo)
- Elina Duni (italiano)
- Ermal Meta (italiano)
- Mina nel disco Sconcerto del 2001
- Patrick Watson, live performance in Lu Cafausu [5], San Cesario di Lecce, 2010
- Justin Adams, con la voce di Mauro Durante, nel disco Still Moving (2021)
- Jazzensemble I Compani (Olanda) 2024 CD Party@TivoLUX (Spotify)

## Incisioni ed interpretazioni
- Antonella Ruggiero, nell'album "Quando facevo la cantante" (2018) - CD1 "La canzone dialettale e popolare". Il brano è stato registrato dal vivo il 10 luglio 2007 al Teatro Romano di Benevento, con l'accompagnamento del gruppo Radiodervish e la BenGio Orchestra diretta da Roberto Colombo.
- Corale "Tommaso Coccione" di Poggiofiorito, nell'elaborazione di Guglielmo Gualloreto, audiocassetta "Canti popolari abruzzesi", Montesilvano 1987
- Ginevra Di Marco nell'album dal vivo "Stelle" (2013)
- Ermal Meta nel 2017 durante il Festival di Sanremo nella serata dedicata alle cover.